# エスピーオー
株式会社エスピーオー（英語: SPO Entertainment Inc.、以下「SPO」ともいう）は、日本の企業。

## 概要
1987年、スタジオぴえろとオリエンタル・シネ・サービスの共同出資によって、オリエンタル・シネ・サービス副社長だった香月淑晴を社長として迎え、東京都港区赤坂にてビデオ販売会社として設立された。社名の「SPO」は、「Sales company of Pierrot and Oriental Cine Service」の略である。
1992年の『バーチャル・ウォーズ』より映画配給事業に参画し、1994年6月に映画配給会社「ケイツーエンタテインメント株式会社」を設立して自社配給を開始した。なお、初の自社配給映画は1997年の『妻の恋人、夫の愛人』。2002年10月にはケイツーエンタテインメントより映画配給事業の営業権を譲渡され、SPO自身で映画配給事業を行うようになった（なお、ケイツーエンタテインメントは後に「株式会社SPOディストリビューション」に改名されたが、2005年6月にSPOに吸収合併された）。さらに、2006年には3つの映画館を一気に開設し、映画館を自営し始めた。
映画のみならず、アジア（日本・韓国・台湾・中国大陸他）発ドラマの製作・翻訳・配給も積極的に行っている。

## 映画館
- シネマート六本木（東京都港区、2006年3月11日 - 2015年6月14日）
- シネマート心斎橋（大阪府大阪市中央区、2006年4月15日 - 2024年10月24日〈予定〉）
- シネマート新宿（東京都新宿区、2006年12月9日 - 営業中）

## 製作参加作品
- 銀河鉄道物語（2003年、テレビアニメ）
- 素敵な夜、ボクにください（2007年、劇場版映画）
- 同級生（2008年、劇場版映画）
- 体育館ベイビー（2008年、劇場版映画）
- 同窓会（2008年、劇場版映画）
- 大河ロマンシリーズ三部作（2008年、劇場版映画）
  - 第一部「男女逆転 吉原遊郭」
  - 第二部「大奥 百花繚乱」
  - 第三部「大奥 浮絵悲恋」
- イエスタデイズ（2008年、劇場版映画）
- 平凡ポンチ（2008年、劇場版映画）
- 銀色の雨（2009年、劇場版映画）
- URAKARA（2011年、テレビドラマ、テレビ東京他）
- イタズラなKissシリーズ（テレビドラマ）
  - イタズラなKiss〜Love in TOKYO（2013年、全16話、フジテレビTWO他）
  - イタズラなKiss2〜Love In Okinawa（2014年、全1話、フジテレビ）
  - イタズラなKiss2〜Love in TOKYO（2014年、全16話、フジテレビ）
- 美男ですね〜Fabulous★Boys（2013年、テレビドラマ、日本版全20話、台湾制作）
- 熱血硬派くにおくん（2013年、テレビドラマ、全13話、NOTTV）
- 凍牌シリーズ（2013年、オリジナルビデオおよびそれを再編集した劇場版）
  - 凍牌〜裏レート麻雀闘牌録〜（全6巻）
  - 凍牌〜裏レート麻雀闘牌録〜 全日本竜凰位トーナメント篇（全6巻）
- 疾風・虹丸組（2014年、オリジナルビデオおよびそれを再編集した劇場版、全6巻）
- 年上ノ彼女（2014年、オリジナルビデオおよびそれを再編集した劇場版、全6巻）
- いけない！ルナ先生（2014年、オリジナルビデオ、全6巻）
- ハッピーネガティブマリッジ（2014年、オリジナルビデオ[注 1]およびそれを再編集した劇場版、全6巻）
- はだかのくすりゆび（2014年、オリジナルビデオ[注 1]およびそれを再編集した劇場版、全3巻）
- うわこいシリーズ（2014年、オリジナルビデオ[注 1]およびそれを再編集した劇場版）
  - うわこい（全3巻）
  - うわこい2（全3巻）
- ノ・ゾ・キ・ア・ナ（2014年、オリジナルビデオ[注 1]およびそれを再編集した劇場版、全6巻）
- アキラNo.2（2014年、オリジナルビデオ[注 1]およびそれを再編集した劇場版、全2巻）
- Z 〜ゼット〜（2014年、オリジナルビデオ[注 1]およびそれを再編集した劇場版、全6巻）
- のだめカンタービレ 〜ネイル カンタービレ（2014年、テレビドラマ、韓国制作）
- メサイアシリーズ（2015年）
  - メサイア -影青ノ章-（テレビドラマ、全6話、TOKYO MX2他）
  - メサイア -深紅ノ章-（劇場版映画）
- ワカコ酒シリーズ（テレビドラマ、Season 3以降は製作不参加）
  - ワカコ酒（2015年、全12話、BSジャパン他）
  - ワカコ酒 Season 2（2016年、全12話、BSジャパン他）
- 薄桜鬼SSL 〜sweet school life〜シリーズ
  - 薄桜鬼SSL 〜sweet school life〜（2015年、テレビドラマ、全6話、TOKYO MX2他）
  - 薄桜鬼SSL 〜sweet school life〜 THE MOVIE（2016年、劇場版映画）
- 南くんの恋人〜my little lover（2015年、テレビドラマ、全10話、フジテレビ他）
- 白鳥麗子でございます!シリーズ（2016年）
  - 白鳥麗子でございます!（テレビドラマ、全10話、テレビ神奈川他）
  - 白鳥麗子でございます! THE MOVIE（劇場版映画）
- きみはペット（2017年、テレビドラマ、全16話、フジテレビ）
- 僕はまだ君を愛さないことができる（2019年、テレビドラマ、全16話、フジテレビ）
- 奇蹟（2023年、ウェブドラマ、全13話、台湾制作）

## 関連会社
- 円谷フィールズホールディングス株式会社
  - 東証プライム上場企業。2008年3月にSPOに出資[6][7]。現在はSPOの株式の31.81%を所有している[2]。
- 株式会社マジックアワー
  - 映画配給・宣伝企業。前身は「有限会社マジックアワー」であったが、2009年に株式会社IMJエンタテインメントとSPOの第三者割当増資を受け、株式会社に改組された。出資後、SPOは同社の株式の20%を保有している[8]。
- SPO Entertainment Korea Inc.
  - 韓国ソウル特別市に所在するSPOの完全子会社。2013年に設立[9]。
- SPO Entertainment Taiwan Inc.（繁体字中国語: 大方影像製作股份有限公司）
  - 2012年9月に設立された、AZIO ENTERTAINMENT株式会社とSPOの合弁会社。SPOの出資比率は49%。台湾台北市に所在[10]。